# قزل‌آلای سوان
قزل‌آلای سِوان یا گُل‌ماهی سِوان (نام علمی: Salmo ischchan) نام یک گونه از زیرخانوادهٔ ماهی آزاد است. این نوع قزل‌آلای بومی دریاچهٔ سوان در ارمنستان است. این ماهی در ارمنستان با نام ایشخان شناخته می‌شود.

## نگارخانه

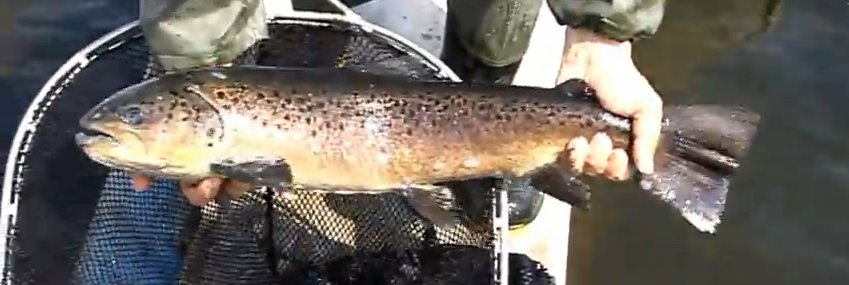